# 日下翔平
日下 翔平（くさか しょうへい、1965年1月14日 - ）は、日本の元俳優。本名は所 宏吏。身長178cm。
埼玉県大宮市（現・さいたま市）出身。俳優を引退後は、タレントマネージャーの仕事をしている。

## 来歴
中学3年生時に同級生に誘われ、児童劇団・東京宝映に所属し、CMやドラマなどに出演。当初は本名の"所 宏吏"で俳優活動をしていたが、埼玉県立北本高等学校卒業時たむらプロ移籍の際に芸名を"日下 翔平"とした。芸名の名付け親はたむらプロ社長の田村恭一。
1988年の『世界忍者戦ジライヤ』（テレビ朝日）では磁雷矢 / 山地闘破役のオーディションを受けたが最終選考で落選してゲスト世界忍者・紙忍折破を演じ、2度再登場している。その後番組である『機動刑事ジバン』では主人公のジバン / 田村直人役を演じた。『ジバン』は前番組の『ジライヤ』に3回ゲスト出演していることからオーディションなしで決まった。
25歳ごろにたむらプロを退所し、俳優を引退。引退の理由として日下は「俳優・日下翔平はジバンで完結している」と述べている。引退から2年後、たむらプロに戻り、同社のマネージャーを務めた後、有限会社エクステンションへ移籍。国際弁護士八代英輝のマネージャーを務めている。

## 人物
2009年に発売された『ジバン』のDVDの特典映像のインタビューに答え、「またジバンをやりたい」と意気込みを見せていた。
『ジバン』のスーツアクターを務めた横山一敏は、日下とはよく飲みに行ったといい、2018年のインタビューでは現在も連絡をとっていると述べている。
2021年には本名名義で公式Twitterを開設した。

## 出演

### テレビドラマ
- メタルヒーローシリーズ
  - 宇宙刑事シャリバン 第5話「港のヨーコは愛のメロディーを忘れない」（1983年、テレビ朝日） - トキオ 役
  - 世界忍者戦ジライヤ（1988年、テレビ朝日） - 紙忍 折破 役
  - 機動刑事ジバン（1989年 - 1990年、テレビ朝日） - 主演・田村直人 / ジバン 役
- 若き血に燃ゆる〜福沢諭吉と明治の群像（1984年、テレビ東京）
- 激愛・三月までの…（1984年、TBS） - 山田吾郎 役
- 木曜9時の女 / 妻たちの乱気流（1984年、テレビ朝日）
- 海よ眠れ MIDWAY. SLEEP IN PEACE（1984年、テレビ朝日）
- ザ・ハングマン4 第20話「麻薬女優と大学教授の恋がハメられる!」（1985年、朝日放送）
- 土曜ワイド劇場 / 左ききの女の華麗な殺意（1986年、テレビ朝日）
- 月曜ワイド劇場 / 女が会社に辞表を書くとき（1986年、テレビ朝日）
- 大都会25時 第5話「夜の街潜入! 女刑事の危険な賭け」（1987年、テレビ朝日）
- 金曜女のドラマスペシャル / 蛇苺（1987年、フジテレビ）
- 火曜サスペンス劇場（日本テレビ）
  - 狙われた白衣の天使（1988年）
  - 松本清張スペシャル・喪失の儀礼（1994年） - 田村刑事 役
- 土曜ドラマスペシャル / ちょっとだけ覗かせて（1988年、TBS）

### 映画
- ラブストーリーを君に（1988年、東映） - 山岳部員 役
- 青い山脈'88（1988年、松竹）
- マイフェニックス（1989年、東宝） - 笠松勝利 役
- 劇場版 機動刑事ジバン（1989年、東映） - 主演・田村直人 / ジバン 役

### 舞台
- 野田秀樹の十二夜（1986年、日生劇場） - 祭りの人びと

### テレビアニメ
- 怪人開発部の黒井津さん 第6話（2022年、朝日放送テレビ） - ナレーション[5]

### CM
- 日本エアシステム
- コカコーラ

## 音楽
アルバム
- 機動刑事ジバン ヒット曲集（1989年、日本コロムビア） - 挿入歌「炸裂パッション」「ジバンの秘密」を歌唱